# Rosa Calafat Ponsetí
Rosa Calafat Ponsetí (Ciutadella, Menorca, 28 de maig de 1970) és una exjugadora i entrenadora de rugbi menorquina.
Jugadora en la posició de mitja melé, es formà al Club Esportiu INEF Barcelona, amb el qual aconseguí un Campionat d'Espanya (1989) i tres de Catalunya (1989, 1991 i 1992). Fitxà pel Richmond Rugby Club de Londres la temporada 1994-95 i posteriorment jugà al Rugby Club L'Hospitalet, on exercí la funció d'entrenadora-jugadora i hi guanyà un Campionat d'Espanya (1995), tres Copes de la Reina (1997, 1998 i 2002) i cinc Campionats de Catalunya. Internacional amb la selecció espanyola en trenta-set ocasions entre 1995 i 2000, fou la capitana entre 1995 i 1998 i es proclamà campiona d'Europa el 1995 i subcampiona el 1996 i 2000. També participà al Campionat del Món de 1998. Amb la selecció catalana es proclamà campiona d'Espanya durant sis anys de forma consecutiva (1995-00). Després de la seva retirada, fou l'entrenadora del BUC-USAP (2002-03), l'INEFC de Barcelona (2003-04), com també de la selecció catalana absoluta i l'espanyola de rugbi VII. Entre d'altres distincions, rebé la medalla de bronze de la Federació Espanyola de Rugbi l'any 2000.

## Palmarès
Clubs
- 5 Campionats d'Espanya de rugbi femení: 1988-89, 1994-95, 1996-97, 1997-98 i 2001-02
- 8 Campionats de Catalunya de rugbi femení: 1988-89, 1990-91, 1991-92, 1996-97, 1998-99, 1999-00, 2000-01, 2001-02

Selecció espanyola
- 1 medalla d'or al Campionat d'Europa de rugbi femení: 1995
- 2 medalles d'argent al Campionat d'Europa de rugbi femení: 1996, 2000